# تاریخچه نیروی دریایی کره
تاریخ نیروی دریایی کره به هزاران سال از دوران ماقبل تاریخ که کشتی‌های ساده ماهیگیری استفاده می‌شد، برمی گردد. تاریخ نیروی دریایی نظامی به دوره سه پادشاهی و سلسله‌های شیلای متحد در قرن هفتم برمی‌گردد. به دلیل حملات مداوم ساحلی توسط دزدان دریایی ژاپنی (واکو) و دیگر قبایل بربر، کشتی سازی کره ای در نتیجه مقابله با این تهدیدات بسیار سرآمد شده بود. در شیلای متحد، یک بازرگان به نام جانگ بوگو، به عنوان دریاسالار قیام کرد و اولین تجارت دریایی را در داخل کشورهای آسیای شرقی ایجاد کرد. در زمان سلسله گوریو، کشتی‌های چوبی محکمی ساخته شد که برای مبارزه با دزدان دریایی استفاده می‌شد. کشتی سازی کره ای در زمان جنگ ایمجین، هنگامی که دریادار یی ناوگان پیشروی ژاپن را شکست داد، بار دیگر برتری و کارآمدی خود را نشان داد.
امروزه کره جنوبی بزرگترین کشور کشتی سازی جهان است و همچنین سازنده و صادر کننده کشتی‌های جهان است. نیروی دریایی کره جنوبی تلاش خود را برای افزایش تعداد و توسعه کشتی‌های جدید خود و تبدیل شدن به یک نیروی دریایی آبی تا سال ۲۰۲۰ متمرکز کرده‌است.
کشتی‌ها از دوره سه پادشاهی کره ساخته و مورد استفاده قرار گرفتند. به دلیل فراوانی آب‌های ساحلی اطراف شبه جزیره کره، کره ای‌ها کشتی‌های ماهیگیری ساده ای را برای استفاده از منابع تولید کردند.
بکجه که یکی از سه پادشاهی کره‌ای به‌شمار می‌آید، برای اولین بار شروع به گسترش نیروی دریایی و تجارت محصولات خود از طریق دریا کرد. باکجه همچنین راه ارتباطی برای گسترش آیین بودایی و فرهنگ کره‌ای و چینی را به ژاپن را ایجاد کرد. با این حال، با افزایش قدرت گوگوریو و گوانگتو بزرگ، نیروی دریایی باکجه به زودی در اواخر قرن چهارم شکست خورد گوگوریو همچنین در طی جنگهای خود با چین تعداد زیادی از نیروهای دریایی چین را دفع کرد. در طی جنگ‌های گوگوریو –سویی، گوگوریو در سال ۵۹۸، در دریای بوهای، ناوگان مهاجم چینی را شکست داد.

## دوره ایالت‌های شمالی-جنوبی
پس از شکست گوگوریو با اتحاد با تانگ چین در سال ۶۶۸، شیلای متحد، شبه جزیره کره را متحد کرد. در این مدت، فرهنگ و فلسفه کره به اوج خود رسید و شیلای متحد شبکه تجاری بزرگی را با چین و ژاپن حفظ کرد.
همزمان با شروع آزار و اذیت دزدان دریایی ژاپن و چین، راه‌های تجاری و قلمرو اقیانوسی خود، شیلا، مانند پادشاهی‌های قبلی کره ، کنترل قدرت خود را حفظ کرد. اما از سال ۸۲۸ تا ۸۴۶، یک تاجر شیلایی به نام جانگ بوگو به شهرت رسید و یک نیروی دریایی را برای دفع دزدان دریایی و کنترل مسیرهای تجاری کره جمع کرد. جانگ سرانجام به عضویت کمیساری دریایی در  جزیره واندو درآمد.
با کنترل پایدار بر حقوق دریایی، حاکمیت شیلای متحد در صلح رونق گرفت. با این حال، درگیری‌های داخلی آن را ضعیف کرد و پس از جنگ‌ها در دوره سه پادشاهی بعدی، گوریو در سال ۹۳۵ سقوط کرد.

## دوره گوریو
کشتی سازی کره ای در دوران سلسله گوریو بار دیگر عالی در وضعیتی عالی قرار داشت. در قرن یازدهم، کشتی سازان گوریو کشتی کواسون یا کشتی نیزه ای را تولید کردند. این کشتی‌ها برای شلیک و انهدام شناورهای دزدان دریایی ژاپنی، که به شهرهای ساحلی کره حمله می‌کردند، طراحی شده‌بود. کشتی‌های گوریو از نظر اندازه و دوام هم بزرگ و هم قدرتمند بودند و بزرگترین آنها می‌توانستند ۲۰۰ تفنگدار دریایی یا بیشتر را حمل کنند.
چو موسون، دانشمند گوریو، توپ کره ای را در قرن ۱۴ میلادی تولید کرد. آنها به زودی توسعه یافتند تا در نبردهای گوریو مورد استفاده قرار گیرند و با موفقیت در برابر حمله مغول استفاده شدند. در طول حمله مغول به ژاپن در سال ۱۲۸۱، حدود ۹۰۰ کشتی گوریو که با کشتی‌های سلسله یوان مغول به این حمله کمک می‌کردند، فقط چند کشتی گوریو آسیب دیدند در حالی که بیشترین حمله نیروهای ناو مغول در " کامیکازه " یا «باد الهی» نابود شد. تا سال ۱۳۸۰ نیروی دریایی گوریو به‌طور گسترده‌ای به توپ‌های سوار شده روی کشتی‌هایش روی آورد و و حمله ای به یک ناوگان بزرگ دزدان دریایی واکو در رود گیوم انجام داد که منجر به نابودی تقریباً کل ناوگان واکو شد. اولین نبرد توپخانه ای دریایی جهان در سواحل کره رخ داد. در نبرد چینپو (۱۳۸۰)، ۸۰ کشتی جنگی گوریو که به سلاح‌های گرم اختراعی توسط چوی موسون مسلح شده بودند، ۵۰۰ کشتی ژاپنی‌های واکو یا کشتی‌های دزدان دریایی را غرق کردند. همچنین در سال ۱۳۸۳، دریاسالار جونگ جی ۱۷ کشتی دزدان دریایی واکو را با استفاده از توپ‌های سوار شده بر روی کشتی نابود کرد. در سال ۱۳۸۹ مجموعاً ۳۰۰ کشتی واکو نابود شدند و بیش از ۱۰۰ زندانی کره ای در یورشی به جزیره تسوشیما که به دستور یی سونگ گه انجام شده بود آزاد گشتند.

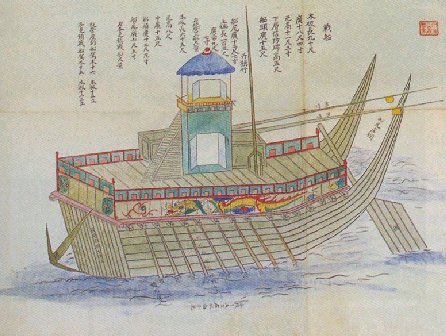
پانوکسون‌ها کشتی‌های جنگی محکم و قدرتمندی برتر از کشتی‌های ژاپنی در طول جنگ ایمجین بودند.

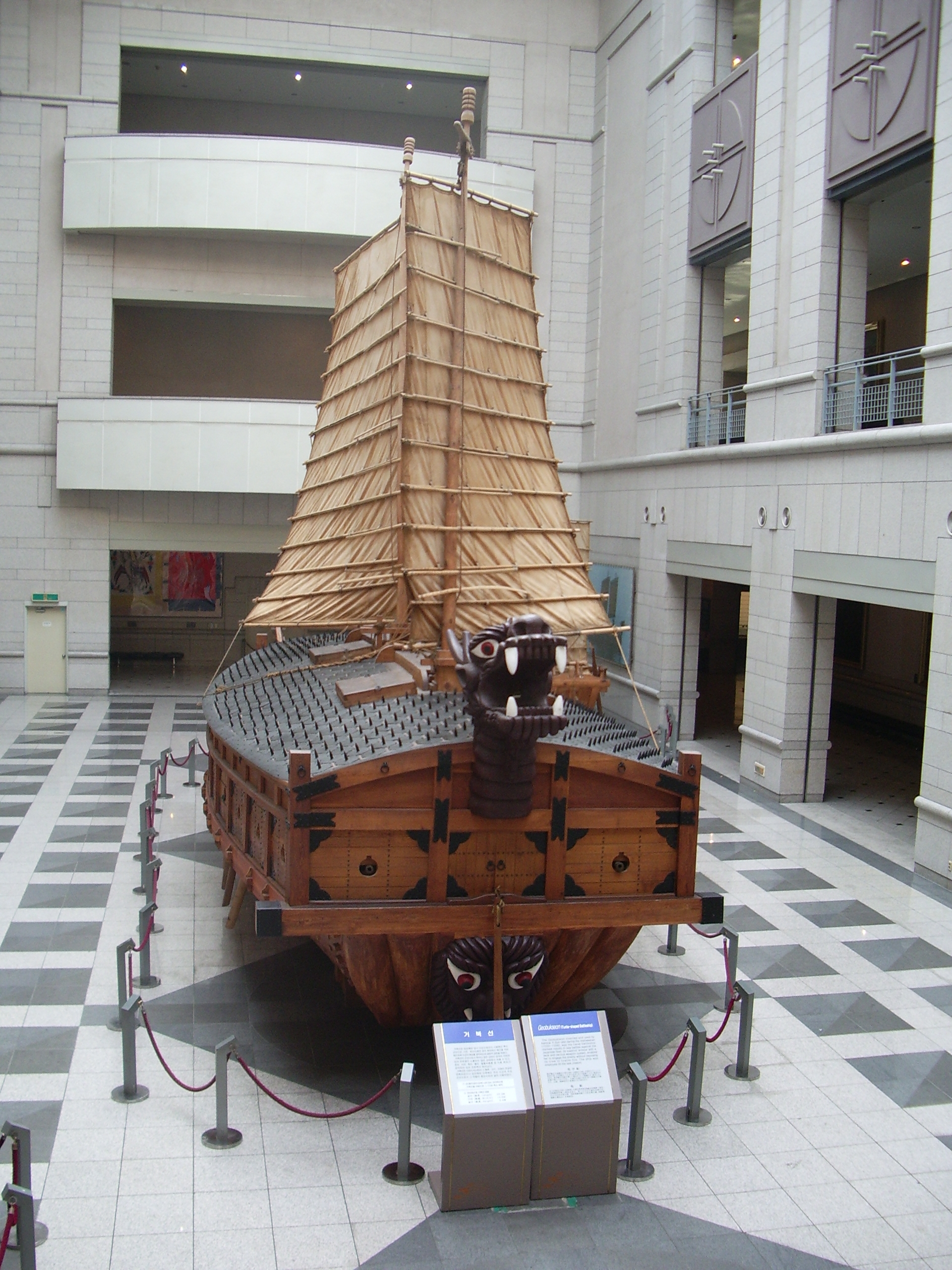
ماکت مدرن کشتی لاک پشتی.

## سلسله چوسان
در سال‌های اولیه دودمان چوسان، نیروهای دریایی به دلیل مواجه با موضوع دزدان دریایی به اوج خود در عدد پنجاه هزار پرسنل رسید.
اما عملکردهای دریایی در خلال سلسله چوسان به عدم استعمال کشیده شد، در حالیکه کشتی‌های ماهیگیری بر عملکرد و رونق خویش استمرار بخشیدند. به دلیل صلح نسبی که در خلال عهد چوسان برقرار بود، کل نیروی نظامی چوسان تضعیف شد و مورد غفلت قرار گرفت. همچنین با سیاست پادشاهان کره ای که بر کشاورزی و ایده‌آل‌های کنفسیوس‌گرایی تمرکز داشت، نیروی دریایی کره به همراه باقی ارتش کره به‌طور پیوسته‌ای تضعیف شد.
با این حال، در سال ۱۴۱۹، پادشاه سجونگ در پاسخ به حملات واکو به شهرهای ساحلی کره، یی جونگ مو را به قصد نابود کردن ژاپنی‌ها در جزیره تسوشیما در طی لشکرکشی اویی فرستاد. این اقدام در پاسخ به یورش‌های دزدان دریایی واکو به شهرهای ساحلی کره صورت پذیرفت. یی جونگ مو ۲۲۷ کشتی کره ای و در حدود هفده هزار سرباز را با خود برد و با حمله به استحکامات ژاپنی‌ها در جزیره تسوشیما، نابودی محصولات کشاورزی و کشتن دزدان دریایی و جزیره‌نشینان ژاپنی، موفق شد کشتی‌های آنان را غارت کند. خاندان سو که در آن زمان مسندی حاکمیتی در ژاپن داشتند، تسلیم شده و تقاضای پرداخت خراج دادند. کره به خاندان سو اجازه داد تا بتواند با لنگرگاه‌های ساحلی کره داد و ستد داشته باشد به این شرط که دزدان دریایی ژاپنی سرکوب شوند.
کره سرانجام کشتی‌های چوبی قدرتمندی به نام پانوکسون تولید کرد که ستون فقرات نیروی دریایی چوسان را تشکیل می‌دادند. در قرن پانزدهم، تحت فرمان سجونگ کبیر، توپ‌های قدرتمندتری تولید و آزمایش شدند. توپ‌ها که در کشتی‌های جنگی استفاده می‌شدند، در طی اقدامات علیه کشتی‌های دزدان دریایی ژاپن موفقیت بزرگی داشتند. هنگامی که استراتژی درخشان دریاسالار یی سون سین ناوگان ژاپنی را شکست داد، پانوکسون‌ها و نیروی دریایی کره بیشترین استفاده را در هنگام تهاجم ژاپن به کره (۱۵۹۸–۱۵۹۲) داشتند. دریادار یی همچنین کشتی لاک‌پشتی را توسعه داد.
در پایان قرن نوزدهم، نیروی دریایی چوسان نیروی دریایی قابل توجهی غیر از قلعه‌های دفاع ساحلی نداشت. اگرچه تلاشی برای نوسازی نیروی دریایی با تأسیس مدرسه نیروی دریایی سلطنتی وجود داشت، نیروی دریایی چوسان در سال ۱۸۹۵ به پایان راه خود رسید. در سال ۱۹۰۳، دولت امپراتوری کره اولین کشتی جنگی مدرن خود را با نام یانگمو را خریداری کرد. سنت نیروی دریایی کره پس از الحاق کره به امپراتوری ژاپن در سال ۱۹۱۰ مختل شد.
در دوران اشغال ژاپن (۱۹۴۵–۱۹۱۰)، نیروی دریایی شاهنشاهی ژاپن یک پایگاه دریایی (منطقه گارد چینکای) در کره جنوبی (در جینهه) ایجاد کرد.

## نیروی دریایی مدرن کره
نیروی دریایی مدرن کره جنوبی حدود ۶۸۰۰۰ پرسنل منظم و ۱۷۰ کشتی راه اندازی شده شامل زیردریایی و ناوگان کمکی دارد. نیروی دریایی جمهوری کره در عملیات حفظ صلح شرکت می‌کند. نیروی دریایی جمهوری کره تلاش خود را برای توسعه و ساخت کشتی‌های قدرتمندتر برای دفاع از حقوق دریایی ملی متمرکز کرده‌است. نیروی دریایی کره جنوبی قصد دارد تا سال ۲۰۲۰ به یک نیروی دریایی آبهای آبی تبدیل شودت.
از نیروی دریایی کره شمالی برای دفاع از آبهای کره شمالی استفاده می‌شود. با این حال، اطلاعات زیادی در مورد نیروی دریایی کره شمالی و اینکه چه تجهیزات استفاده می‌شود، در دسترس نیست.